# Михайлов, Кирилл Андреевич
Кирилл Андреевич Михайлов (род. 2 апреля 1983 года, с. Кайраково Мишкинский район, Башкирская АССР, РСФСР, СССР) — российский лыжник и биатлонист. Заслуженный мастер спорта России. Ведомственная принадлежность: ВОИ. Спортсмен-инструктор в ФГУ ЦСП сборных команд России.

## Биография
Начал заниматься спортом с 1993 года. Воспитанник ДЮСШ Мишкинского района (тренер В. Н. Байметов).
- С 2005 года — мастер спорта России по лыжным гонкам, член сборной паралимпийской команды России.
- С 2006 года — Заслуженный мастер спорта России.
- С 2005 года выступает за Школу высшего спортивного мастерства Башкирии (тренер — Гумеров, Амир Абубакирович[1], затем — Гумерова, Надежда Григорьевна).

## Спортивные достижения
- Золото — Зимние Паралимпийские игры 2006 — Лыжные гонки 20 км;
- Бронза — Зимние Паралимпийские игры 2006 — Лыжные гонки 10 км;
- Золото — Чемпионат России 2009 (5 км);
- Серебро — Чемпионат мира 2009;
- Золото — Зимние Паралимпийские игры 2010 — Биатлон 3 км инд. гонка преследования;
- Золото — Зимние Паралимпийские игры 2010 — Лыжные гонки 20 км;
- Серебро — Зимние Паралимпийские игры 2010 — Лыжные гонки 10 км;
- Золото — Зимние Паралимпийские игры 2010 — Эстафета 3 * 5 км
- Золото — Зимние Паралимпийские игры 2014 — Лыжные гонки 1 км;

## Награды
- Орден «За заслуги перед Отечеством» IV степени (26 марта 2010) — за большой вклад в развитие физической культуры и спорта, высокие спортивные достижения на X Паралимпийских зимних играх 2010 года в городе Ванкувере (Канада).[2]
- Орден Дружбы (2014 год)[3].
- Медаль ордена «За заслуги перед Отечеством» II степени (30 января 2008 года) — за заслуги в развитии физической культуры и спорта и многолетнюю добросовестную работу[4]
- Орден «За заслуги перед Республикой Башкортостан» (2010 год)[5]
- Орден Салавата Юлаева (25 апреля 2006 года, Башкортостан) — за высокие спортивные результаты на IX Паралимпийских играх 2006 года[6]
- Заслуженный мастер спорта России

## Семья
Женат, у супругов два сына Корнил, Даниил — Корнил